# 9615 Hemerijckx
9615 Hemerijckx este un asteroid din centura principală de asteroizi.

## Descriere
9615 Hemerijckx este un asteroid din centura principală de asteroizi. A fost descoperit pe 23 ianuarie 1993 la Observatorul La Silla de Eric Walter Elst. El prezintă o orbită caracterizată de o semiaxă mare de 2,24 ua, o excentricitate de 0,14 și o înclinație de 4,8° în raport cu ecliptica.